# رسلمنیا بک‌لش (۲۰۲۲)
رسلمانیا بک‌لش (به انگلیسی: WrestleMania Backlash) یک رویداد غیر رایگان (Pay-Per-View) در کشتی حرفه‌ای است که توسط کمپانی دبلیودبلیوئی و برای هر دو برند راو و اسمک‌داون تهیه می‌شود و این دوره‌اش هم  در ۸ مه ۲۰۲۲ در ورزشگاه دانکینگ دونتس سنتر شهر پراویدنس، ایالت رودآیلند برگزار شد. این هفدهمین رویداد با نام دبلیودبلیوئی بک‌لش بود.

## زمینه‌سازی
رسلمنیا بکلش شامل مسابقاتی بین دشمنی‌های موجود، ماجراهای پیش آمده و استوری‌هایی خواهد بود که پیش از این در برنامه‌های را و اسمَک‌دَون پخش شده بود. کشتی‌گیرها با توجه به مسابقات یا سری اتفاقاتی که برایشان رخ می‌دهد و تنش را به حداکثر می‌رساند، نقش منفی یا قهرمان به خود می‌گیرند و در این رویداد به مسابقه و رقابت می‌پردازند.

## نتایج
| #                                                     | مسابقه | نوع مسابقه                                                      | مدت زمان |
| ----------------------------------------------------- | --- | --------------------------------------------------------------- | -------- |
| ۱                                                     | کودی رودز پیروز در مقابل سث "فریکین" رولینز                                                                                 | مسابقه تک نفره                                                  | ۲۰:۴۵    |
| ۲                                                     | بابی لشلی پیروز در مقابل اوماس (با همراهی ام‌وی‌پی)                                                                           | مسابقه تک نفره                                                  | ۸:۵۰     |
| ۳                                                     | ادج پیروز در مقابل ای‌جی استایلز با تسلیم فنی                                                                                | مسابقه تک نفره دیمین پریست اجازه حضور کنار رینگ را نخواهد داشت. | ۱۶:۲۵    |
| ۴                                                     | روندا روزی پیروز در مقابل شارلوت فلر (c)                                                                                    | مسابقه آی کُوییت برای قهرمانی زنان اسمک‌داون دبلیودبلیوئی         | ۱۶:۳۵    |
| ۵                                                     | مدکپ ماس پیروز در مقابل کوربین خوشحال                                                                                       | مسابقه تک نفره                                                  | ۹:۵۰     |
| ۶                                                     | بلادلاین (رومن رینز، جی اوسو و جیمی اوسو) (با همراهی پاول هیمن) پیروز در مقابل درو مکینتایر و آر کی برو (رندی اورتن و ریدل) | مسابقه تگ تیم شش نفره                                           | ۲۲:۲۰    |
| - (c) – نشان‌دهنده قهرمان(هایی) است که به میدان می‌روند | |                                                                 |          |

## موضوعات مرتبط
- هل این ا سل (۲۰۲۲)
- رسلمانیا ۳۸